# Guaix
Guaix és una pintura opaca soluble a l'aigua, de diferents colors, que ans al contrari de l'aquarel·la, cobreix el suport, generalment paper, cartó o més rarament pergamí. També es diu guaix d'una obra feta amb aquesta tècnica de pintura.
L'opacitat del guaix es fa en barrejar pintura d'aquarel·la transparent amb un blanc opac. A l'inici s'utilitzava calç i goma aràbiga. Des del segle xix va utilitzar-se litopó o òxid de zinc. Al contrari de l'oli, el guaix no és permanent, si entra en contacte una altra vegada amb aigua queda tacat. També permet fer correccions i posar una nova capa de colors clars damunt colors foscs, cosa que és impossible amb l'aquarel·la. Com que és soluble a l'aigua, el guaix s'utilitza sovint en l'ensenyament de les arts.
El mot prové del francès gouache, un derivat del llatí aquatio o de l'italià guazzo. Quan es tracta d'una obra monocroma, es parla d'aiguada.

## Uns guaixos destacats al llarg del temps

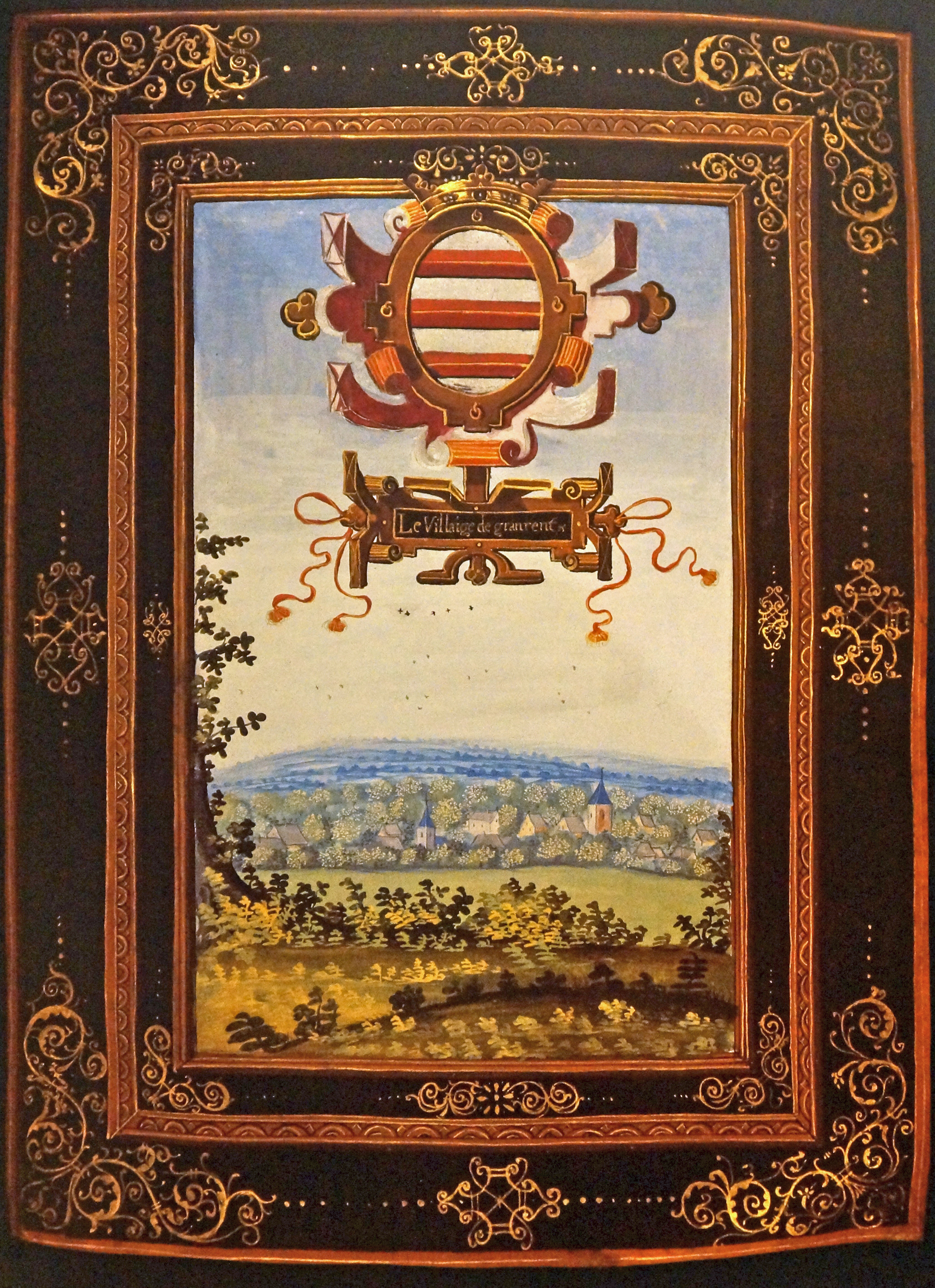
Grand-Reng, fi del segle xvi d'Adrià de Montigny
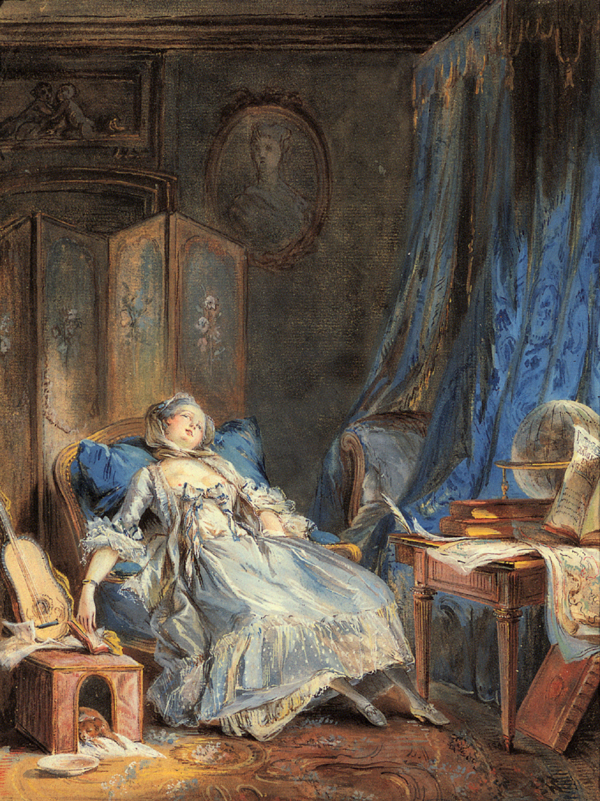
La lectura, Pierre Antoine Baudouin, vers 1760
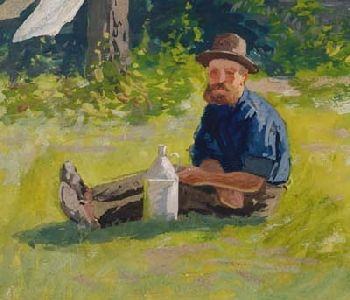
Autoretrat de Friedrich Schwinge, segle XIX
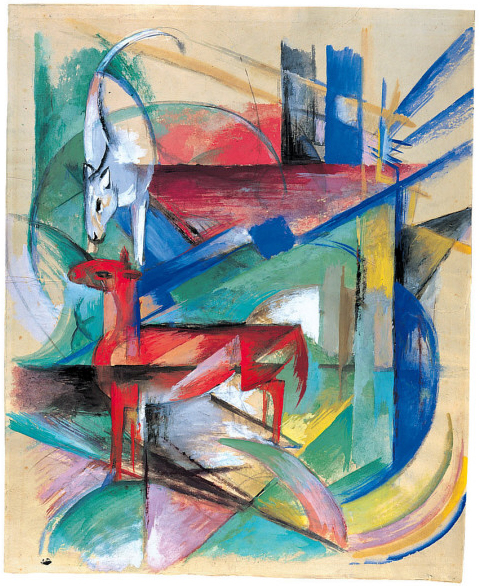
Franz Marc, Paisatge amb animals, 1913